# G. Raf Zerk
G. Raf Zerk (Pierre Tombal) is een humoristisch stripreeks met een morbide ondertoon over een grafdelver met de naam G. Raf Zerk en het wel en wee op zijn begraafplaats. De tekeningen zijn van  Marc Hardy en het  scenario is van  Raoul Cauvin. G. Raf Zerk heeft altijd een sigaret in zijn mondhoek en een petje op zijn hoofd. Zijn grootste angst is het crematorium want dat kost hem klanten. Weerkerende personages zijn de Dood en het Leven, weergegeven als een jong meisje in het blauw in wier voetsporen bloemen ontspringen. Zij werkt met haar vrolijk gehuppel op de zenuwen van de Dood. Tekenaar Marc Hardy schrijft vaak de namen van fans van de serie op de getoonde grafzerken.
In 2019 zette Dupuis enkele oude reeksen stop inclusief G. Raf Zerk vanwege de dalende verkoop en omdat de uitgeverij meer nieuwe reeksen wil beginnen. Dupuis gaf Hardy en Cauvin de keuze tussen de serie stopzetten of nog een à twee albums. De auteurs kozen de laatste optie. Voordat Hardy aan die laatste twee albums begint, tekent hij eerst een album van Robbedoes en Kwabbernoot door ....

## Albums
1. De eerste vierenveertig (1986)
2. Botje bij botje (1986)
3. Om je dood te lachen (1987)
4. Laat zich niet kisten (1987)
5. Doodsangst (1988)
6. Dans macabre (1989)
7. Salto mortale (1990)
8. Door het oog van de naald (1991)
9. Lang zal ie leven (1992)
10. Te zot of te bot (1993)
11. De tand des doods (1994)
12. Goed te been (1995)
13. Dood en verschopt (1996)
14. Doodgelukkig (1997)
15. KNEKELBRØD (1997)
16. Goed koud (1998)
17. Weet je wie we morgen begraven? (1999)
18. Voor altijd en eeuwig (2000)
19. Eén, twee, drie, vier, botje van papier (2001)
20. Wie laatst lacht, dood lacht! (2002)
21. Knook-out (2003)
22. Speel niet met de dood (2005)
23. In dierbare nagedachtenis (2006)
24. Eeuwige pret (2007)
25. Oog en droog (2008)
26. Tot de dood erop volgt (2009)
27. Tussen leven en dood (2011)
28. Liefde op het kerkhof (2012)
29. Geen been om op te staan (2013)
30. Vragen over leven en dood (2014)
31. Doodjammer (2015)
32. Ezelsstamp (2016)

### Buiten reeks
- Gered voor het leven (1994)
- Papy se disperse (2011)
- Corona Blues (2020)

Papy se disperse werd verdeeld door een uitvaartgroep en is gericht op kinderen, om hen te helpen de dood van een naaste te verwerken. Tekenaar Marc Hardy verloor zelf zijn eerste vrouw met wie hij drie kinderen had. Naast zijn werk voor Dupuis, tekent Hardy ook strips voor persoonlijk gebruik, die gewoonlijk niet gepubliceerd worden. In 2020 werden zo'n strips over de coronapandemie gebundeld in Petites Chroniques illustrées du temps du Covid selon Pierre Tombal. Naast G. Raf Zerk-strips bevat het album ook erotische tekeningen en andere strippersonages van Hardy. Dupuis vond het te divers voor de reguliere reeks, maar gaf wel toestemming om het elders uit te geven. Het album werd in 2022 in het Nederlands vertaald door Arcadia en verscheen onder de titel Corona Blues.

## Andere bronnen
- G. Raf Zerk op stripinfo.be